# ヘイトスピーチ 表現の自由はどこまで認められるか
ヘイトスピーチ 表現の自由はどこまで認められるか（ヘイトスピーチ ひょうげんのじゆうはどこまでみとめられるか）は2014年2月1日に明石書店から出版された書籍。著者はエリック・ブライシュ。訳者は明戸隆浩ら。

## 概要

### 本文
西欧自由民主主義諸国における自由とレイシズムの拮抗を事件の背景から法規制、法解釈の変遷、判例、判決理由、時に自由を守るために弄する司法の詭弁の様態まで詳細に検証し、「反マイノリティの発言を標的にして精緻に作られた法制度が、むしろ人種的・宗教的マジョリティの支配を批判するマイノリティに適用されてしまう、というものがある。（中略）しかし、最悪のシナリオは、最も可能性の高いシナリオというわけではない。」とし、「どの程度の自由をレイシストに与えるべきなのか。その最終的な答えはこれである。歴史を見て、文脈と影響に注意せよ。原則を練り上げ、友人を説得し、議員に訴えよ。そして、うまくつきあっていける価値とバランスとともに歩んで行くのだ。」と結論した。

### 訳者解説
訳者のひとりで社会学者の明戸隆浩は、現代日本における特別永住者らに対するレイシズムの氾濫を憂い、現代日本の「歴史」、「文脈」および「影響」を考察、現在進行形の反レイシズム活動を紹介し、ブライシュに倣い「一番理想的なことは、この本を読まなければ解決できないような問題が、日本から消えてなくなることである。しかし実際には、そうしたことは難しいだろう。そうであるならば、この本が広くそして息長く読まれ、目の前で起こっているその問題を解決するための導きとなってくれること、これが翻訳者としての最も強い願いである。」と結んだ。

### 注・参考文献
本書には31ページにわたる注、12ページにわたる参考文献（リスト）が収められている。

## 言及
明石書店
出版元の明石書店は、「在日コリアンなどへの人種差別」に対抗する「必読の包括的入門書」としている。
書評
- 訳者の山本武秀は、「今回の翻訳はカウンター活動の一環」と述べた[12]。
- 駒澤大学法学部政治学科准教授の山崎望は[13]、「いわゆる「当事者」やアカデミズムの範囲を明らかに超えたインパクトを持ちうる画期的な本」と本書を位置づけた[12]。
- 自由法曹団常任幹事の弁護士神原元は、しんぶん赤旗に寄せた書評において、在日特権を許さない市民の会の名を挙げ日本でのヘイトスピーチ法規制議論から起稿し、概略を紹介、ブライシュの上記結論を引用して「見事だと思う。」と評価、日本の歴史と文脈で考えると「日本のヘイトスピーチは、石原慎太郎や安倍晋三らに代表される極右政治家の言動が起源と考えられる。」とした[14]。
- フリーライターの昼間たかしは、ヘイトスピーチ法規制が制定されれば、「法律の実態とは別にさまざまな表現が「ヘイトスピーチ」であるという批判を恐れて萎縮してしまうのは想像に難くない。」と懸念した[15] 。
- 政治学者の五野井郁夫は、「本書の原題は「人種差別主義者になる自由？」だ。当たり前だが、他者を傷つけなければ成立しない自由など誰も持ち得ない。だが、近年この「当たり前」が危ぶまれている。」とし、「表現の自由をめぐる理論的背景から立法過程、市民運動まで網羅している本書は、差別と戦うすべての人々にとって強力な武器となるだろう。」と結んだ[16]。

## 書籍情報

### 原著
Erik Bleich (2011-09-05). The Freedom to Be Racist?: How the United States and Europe Struggle to Preserve Freedom and Combat Racism. Oxford University Press. ISBN 978-01-997-3969-1

### 邦訳
エリック・ブライシュ 著、明戸隆浩, 池田和弘, 河村賢, 小宮友根, 鶴見太郎, 山本武秀 訳『ヘイトスピーチ 表現の自由はどこまで認められるか』明石書店、2014年2月1日。ISBN 978-4-7503-3950-4。